# Cnastis sichuanensis
Cnastis sichuanensis är en stekelart som beskrevs av Wang och Gupta 1995. Cnastis sichuanensis ingår i släktet Cnastis och familjen brokparasitsteklar. Inga underarter finns listade i Catalogue of Life.